# Bismarckdenkmal (Breslau)

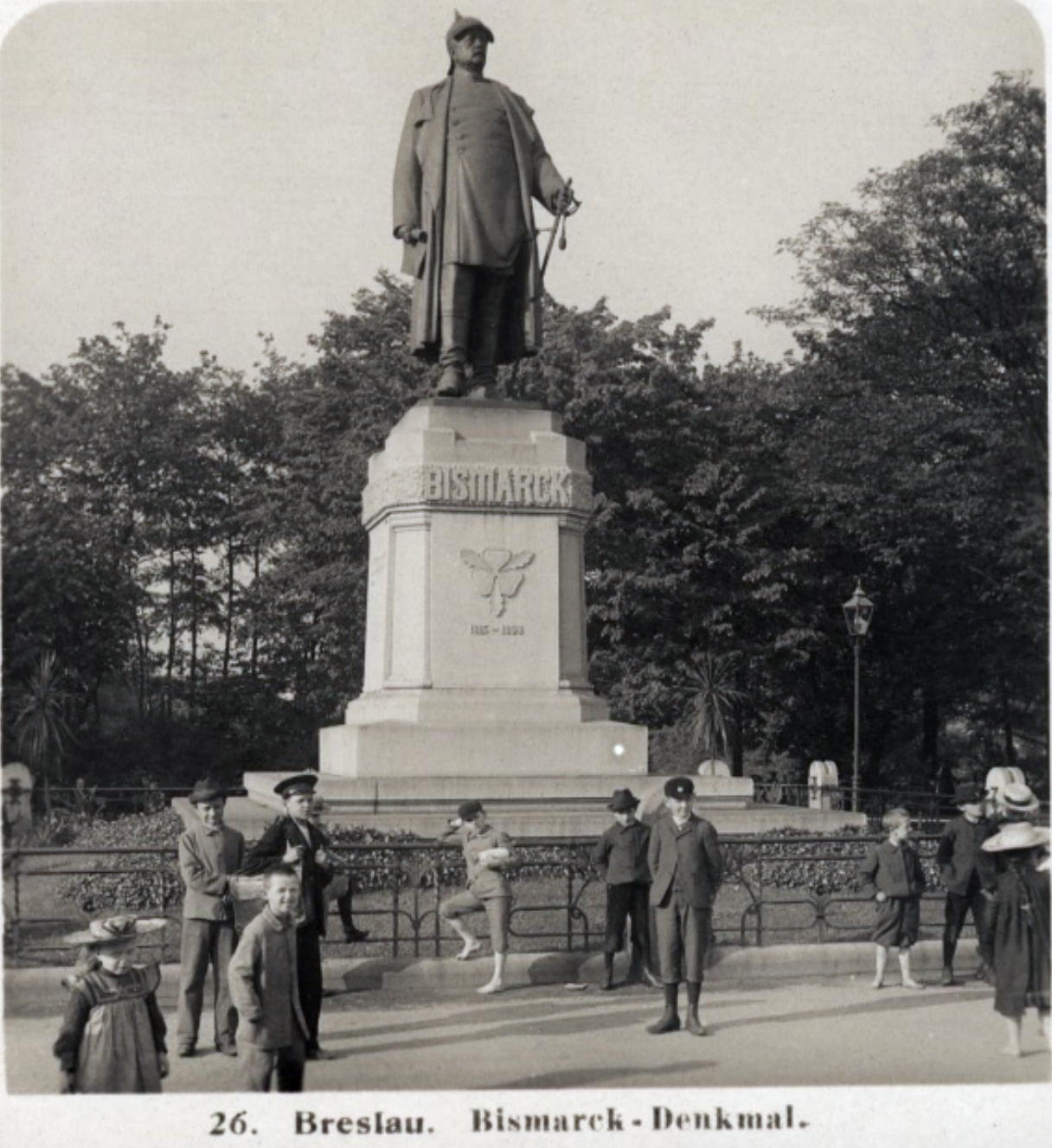
Bismarckdenkmal, um 1905

Das Bismarckdenkmal war ein Denkmal zu Ehren des deutschen Reichskanzlers Otto von Bismarck in Breslau. Es stand auf dem damaligen Königsplatz (heute: plac Jana Pawła II).

## Geschichte
Die Idee eines Bismarckdenkmals in Breslau entstand bereits 1898, kurz nach dem Tod Bismarcks. Das Denkmal wurde am 16. Oktober 1900 enthüllt und kostete 120.000 Mark. Das Bismarck-Standbild stammte von dem Berliner Bildhauer Peter Breuer.
Das Standbild stellte Bismarck in Uniform und offenem Mantel dar. In seiner rechten Hand hielt er eine zusammengerollte Urkunde, in der angewinkelten linken Hand einen Pallasch. Die Bronzestatue war 4,5 m, der Sockel 5,5 m hoch. Der Sockel stammte von Robert Hankow aus Berlin. Auf der vorderen Seite war die Inschrift BISMARCK zu lesen, auf der Rückseite DIE DANKBAREN SCHLESIER, 1900. Nach dem Zweiten Weltkrieg wurde das Denkmal abmontiert und eingeschmolzen. Auf dem Standort befindet sich heute eine Grünfläche.
Gegenüber dem Denkmal wurde 1905 der Bismarck-Brunnen eingeweiht, der heute Kampf-und-Sieg-Brunnen (poln. Fontanna Alegoria Walki i Zwycięstwa) heißt. Dieser steht seit dem 7. Oktober 1980 unter Denkmalschutz.